# Морлупо
Морлупо (итал. Morlupo) је насеље у Италији у округу Рим, региону Лацио.
Према процени из 2011. у насељу је живело 6424 становника. Насеље се налази на надморској висини од 231 м.

## Географија
| Клима (Морлупо)          | Клима (Морлупо) | Клима (Морлупо) | Клима (Морлупо) | Клима (Морлупо) | Клима (Морлупо) | Клима (Морлупо) | Клима (Морлупо) | Клима (Морлупо) | Клима (Морлупо) | Клима (Морлупо) | Клима (Морлупо) | Клима (Морлупо) | Клима (Морлупо) |
| Показатељ \ Месец        | .Јан.           | .Феб.           | .Мар.           | .Апр.           | .Мај.           | .Јун.           | .Јул.           | .Авг.           | .Сеп.           | .Окт.           | .Нов.           | .Дец.           | .Год.           |
| ------------------------ | --------------- | --------------- | --------------- | --------------- | --------------- | --------------- | --------------- | --------------- | --------------- | --------------- | --------------- | --------------- | --------------- |
| Средњи максимум, °C (°F) | 10,3 (50,5)     | 11,2 (52,2)     | 14,9 (58,8)     | 19,5 (67,1)     | 23,4 (74,1)     | 27,9 (82,2)     | 31,3 (88,3)     | 30,9 (87,6)     | 25,7 (78,3)     | 20,4 (68,7)     | 14,8 (58,6)     | 10,5 (50,9)     | 31,3 (88,3)     |
| Средњи минимум, °C (°F)  | 3,3 (37,9)      | 3,2 (37,8)      | 5,4 (41,7)      | 8,7 (47,7)      | 11,5 (52,7)     | 15,1 (59,2)     | 17,8 (64)       | 17,7 (63,9)     | 14,4 (57,9)     | 10,6 (51,1)     | 6,8 (44,2)      | 3,7 (38,7)      | 3,2 (37,8)      |
| [ тражи се извор ]       |                 |                 |                 |                 |                 |                 |                 |                 |                 |                 |                 |                 |                 |

## Становништво
| 1931. | 1936. | 1951. | 1961. | 1971. | 1981. | 1991. | 2001. | 2011. |
| ----- | ----- | ----- | ----- | ----- | ----- | ----- | ----- | ----- |
| 2.481 | 2.682 | 2.978 | 2.911 | 3.427 | 4.591 | 5.611 | 6.654 | 8.122 |